# Scratch the Upsetter Again
Scratch the Upsetter Again je peti album jamajčanskog sastava The Upsetters. Izdan je krajem veljače 1970. pod etiketom Trojan Records, a producirao ga je Lee Scratch Perry. Žanrovski pripada prvotnom reggaeu.
Na albumu gostuju glazbenici Dave Barker, Count Prince Miller i Alva Lewis.

## Popis pjesama

### Strana A
1. "Bad Tooth"
2. "The Dentis"
3. "Outer Space"
4. "One Punch"
5. "Will You Still Love Me" – Dave Barker i The Upsetters
6. "Take One"

### Strana B
1. "Soul Walk"
2. "I Want To Thank You"
3. "Mule Train" – Count Prince Miller i The Upsetters
4. "Touch Of Fire"
5. "She Is Gone Again" – Alva Lewis i The Upsetters
6. "The Result"